# Collegiata di San Martino (Ormea)
La collegiata o chiesa parrocchiale di San Martino si trova ad Ormea, in provincia di Cuneo e diocesi di Mondovì.

## La storia
La chiesa ha struttura romanica e risale all'XI secolo anche se ha subito nel corso dei secoli molte ristrutturazioni.
La chiesa iniziale, molto più piccola e con un'unica navata, aveva l'altare nella posizione opposta all'attuale: era cioè in direzione est, come si usava nel periodo romanico, appoggiato alla torre di difesa della porta di ingresso alla città. Gli affreschi ritrovati durante gli ultimi interventi del 1970 che rappresentano un Cristo Pantocratore e alcune scene della vita di San Martino, ne sono una testimonianza.
Un primo importante intervento risale al 1490, quando si inserirono le due navate laterali, ma l'altare rimase ancora nella posizione originale. La nuova chiesa fu consacrata dal vescovo Novelli di Alba. La torre fu rialzata e trasformata in campanile anche se si trovava in posizione molto particolare, al centro della facciata.
La chiesa aveva praticamente la facciata divisa da questo campanile in pietra molto imponente.
Un secondo intervento importante fu operato nel 1612. A causa della continua crescita della popolazione, si ampliò l'attuale zona dell'altare maggiore. Furono edificati il presbiterio, l'abside scavando la montagna e le due cappelle laterali. In questa occasione si spostò l'altare dalla posizione iniziale all'attuale.
Alla fine del XIX secolo furono inseriti i due androni a fianco del campanile e fu disegnata una nuova facciata con i tre portoni di cui quello centrale finto. La torre campanaria fu intonacata, fu inserito un organo sulla cantoria in legno appoggiata al muro di fondo che coprì gli affreschi del 1397.
Negli anni sessanta del XX secolo fu sostituito l'antico e malridotto coro in legno con uno nuovo.
Gli ultimi interventi, nel 1970, riportarono alla luce le pietre del campanile, le campane furono elettrificate, furono sostituiti i due enormi orologi; fu rifatta completamente la pittura, sostituendo quella scura precedente con colori più chiari; furono liberate da scheletri e bare le camere sotterranee un tempo usate come cimitero; furono restaurate le stazioni della Via Crucis; l'organo fu spostato dalla cantoria all'abside, con passaggio di alcune parti del coro a fianco degli altari laterali a quello principale. Grazie a questa decisione si riscoprirono gli affreschi trecenteschi.

## Architettura
La struttura della chiesa è tipicamente romanica a tre navate separate da due file di 4 pilastri a sezione quadrata di notevole dimensione e altezza.
La navata centrale, più alta, ha la volta a botte mentre le due laterali hanno le volte a crociera con costoloni dorati. Una caratteristica è data dal fatto che la navata centrale è più stretta delle due laterali, residuo probabilmente dell'ampliamento del XV secolo.
Le pitture grigie dei muri e blu delle volte, un tempo scure, sono state rischiarate nell'ultimo intervento. Le finestre delle navate sono piccole per cui la chiesa è spesso in penombra.

## Opere d'arte
Nel presbiterio, rialzato rispetto al piano della chiesa, fa bella mostra l'altare maggiore, in marmo policromo. L'unica pecca è data dalle dimensioni, veramente troppo imponente per la navata centrale. Fu acquistato dalla comunità parrocchiale di Ormea nella svendita delle opere della chiesa di San Domenico in Garessio, spogliata dai francesi durante la campagna d'Italia.
In fondo alla navata laterale destra si trova il barocco altare della crocifissione, dove si può ammirare una tela del XVI secolo attribuita al Moncalvo.
Gli altri altari, tranne quello moderno centrale del Sacro Cuore, sono barocchi e conservano delle tele di autore ignoto che rappresentano San Giovanni Battista, la morte di San Giuseppe e San Faustino. Tra essi spicca l'altare di Sant' Eligio, proveniente dalla chiesa della Certosa di Casotto.
Tra gli ultimi due altari della navata è stato posto il pulpito in legno, con un pannello scolpito che riprende una scena della vita di un santo. Nella ottocentesca facciata si vede in alto l'affresco che rappresenta San Martino mentre dona parte del mantello al povero; è opera del pitture ormeasco Eugenio Arduino, che operò a cavallo fra il XIX e il XX secolo.
Di un certo interesse i resti degli affreschi che raffigurano un Cristo Pantocratore e scene della vita di San Martino, che si possono ammirare sul muro al fondo della navata principale. Un tempo la chiesa era più piccola e qui era posto l'altare e l'abside in direzione Est come in tutte le chiese romaniche antiche. Gli affreschi sono datati 1397, per cui risultano i più antichi gotici del Monregalese.
Importante anche il campanile romanico dell'XI secolo in pietra locale con bifore e la cuspide molto pronunciata. Un tempo era molto più basso e rappresentava la torre di difesa alla porta Est del Paese, quella di Borganza. Il passaggio per entrare nelle mura della città si può ammirare ancora all'interno della chiesa ed è interessante per l'arco a sesto acuto e il piano della strada molto più in basso dell'attuale e acciottolato con i sassi di Tanaro.
All'esterno della chiesa, all'inizio del porticato, si può vedere una Grotta di Lourdes con le statue della pastorella e della Madonna, ma la caratteristica più importante è data dalle stalattiti e stalagmiti portate in loco dalla grotta del Grai, presso la frazione di Eca.

## Storia della parrocchia
La parrocchia era un tempo una collegiata, presidiata da un parroco, detto prevosto, affiancato da 8 canonici. A metà del XVIII secolo oltre ai sacerdoti appena menzionati, operavano sul territorio comunale ben 22 preti celebranti e 5 chierici. Non bisogna dimenticare che nelle 14 frazioni esistevano ben 17 chiese dove tutte le domeniche si celebrava la Santa Messa.
Adiacente alla chiesa verso Nord si trova una costruzione che ospita il "Nuovo Cinema Ormea" riattivato nell'anno 2017 dopo una chiusura durata alcuni decenni.
Oltre il cinema c'è anche il cosiddetto "Giardino della Lea" o meglio, nel dialetto locale, "Sutt'a Lea" derivato dal francese "sous l'allée" ovvero "sotto il viale", nel quale si trovano anche diverse statue in marmo nero di Ormea.
La parrocchia di Ormea comprende quasi tutte le chiese del territorio. Ultimamente in tutto il territorio Ormeasco c'è stata una sorta di unità pastorale.